# João Bosco Oliver de Faria
Dom João Bosco Oliver de Faria (São João del-Rei, 30 de outubro de 1939) é um bispo católico brasileiro. É arcebispo emérito de Diamantina.

## Biografia
Tendo cursado Filosofia na Faculdade Dom Bosco em São João del-Rei e Teologia no Seminário Maior São José, na Arquidiocese de Mariana, Dom João Bosco Oliver de Faria graduou-se em Teologia Moral na Academia Alfonsiana em Roma, tendo feito cursos sobre matrimônio organizado pela Congregação para o Culto Divino e Disciplina dos Sacramentos (1974) e Bioética para os bispos em Roma (1994). Assim, foi ordenado pároco em 3 de julho de 1968, na Arquidiocese de Pouso Alegre. Tendo sido, em seguida, professor e posteriormente reitor do Seminário Arquidiocesano de Pouso Alegre, e pároco na cidade de Ouro Fino.
Nomeado bispo titular de Feradi Maggiore, diocese que hoje tem qualidade de sé titular, localizada na Tunísia (país com pouca liberdade religiosa), neste sentido, coube a Dom Bosco exercer a função de bispo auxiliar da Arquidiocese de Pouso Alegre em 5 de agosto de 1987 por Sua Santidade o Papa João Paulo II, tendo sido sagrado bispo em 12 de outubro seguinte, por Dom José d'Ângelo Neto, então arcebispo metropolitano de Pouso Alegre, e consagrado por Dom Benedito de Ulhôa Vieira, arcebispo metropolitano de Uberaba e Dom José Lázaro Neves, então bispo emérito de Assis.

### Episcopado
Tornou-se bispo diocesano de Patos de Minas a 8 de janeiro de 1992, sendo que a posse ocorreu no dia 22 de fevereiro do mesmo ano. Foi elevado a condição de arcebispo metropolitano de Diamantina em 30 de maio de 2007 pelo Santo Padre, o Papa Bento XVI. Na Arquidiocese de Diamantina, desenvolveu um vasto projeto Pastoral até que renunciou ao cargo de arcebispo, tendo o o Papa Francisco aceitado e o nomeado Arcebispo Emérito de Diamantina em 09 de março de 2016, data em que também foi nomeando para sucedê-lo Dom Darci José Nicioli que tomou posse canônica no dia 22 de maio de 2016.

### Arcebispo Emérito
Atualmente preside a Pró-Saúde, entidade beneficente de assistência social e hospitalar, sediada em São Paulo. . Por ocasião do falecimento do Papa Francisco, Dom João Bosco redigiu nota de pesar que foi publicada no site da CNBB.  Tem participado de eventos religiosos na Arquidiocese de Mariana. 

## Brasão e lema
- Descrição: Escudo eclesiástico cortado. O 1º partido, sendo I:  de goles com uma cruz de jalde; e II de blau com uma flor-de-lis de argente.  O 2º cortado, sendo I: de argente com um arco-iris em suas cores naturais, ou seja, da ponta para o chefe: púrpura (violeta), blau (azul), índigo, sinopla (verde), amarelo, orange (laranja) e goles (vermelho) de jalde, ; e II: de blau com quatro faixas ondadas de argente. O escudo está assente em tarja branca, na qual se encaixa o pálio branco com cruzetas de sable. O conjunto pousado sobre uma cruz trevolada, de dois traços, de ouro. O todo encimado pelo chapéu eclesiástico com seus cordões em cada flanco, terminados por dez borlas cada um, tudo de verde, forrado de vermelho. Brocante sob a ponta da cruz um listel de blau com a legenda: SOLVS AMOR ÆDIFICAT, em letras de argente.

- Interpretação: O escudo obedece às regras heráldicas para os eclesiásticos. No 1º, o campo de goles representa simboliza o fogo da caridade inflamada no coração do arcebispo pelo Divino Espírito Santo, bem como, valor e socorro aos necessitados e a cruz representa Nosso Senhor Jesus Cristo, que pelo seu metal jalde (ouro)  traduz nobreza, autoridade, premência, generosidade, ardor e descortínio. O campo de blau (azul) representa o firmamento celeste e ainda o manto de Nossa Senhora, sendo que este esmalte significa: justiça, serenidade, fortaleza, boa fama e nobreza; a flor-de-lis é retirada de uma das cinco flores-de-lis presentes no brasão de armas da família Faria, uma das mais antigas e nobres de Portugal, sendo que também simboliza Nossa Senhora, a quem o arcebispo confiou a sua vida sacerdotal, sendo e argente (prata), traduz a inocência, a castidade, a pureza e a eloqüência, virtudes essenciais num sacerdote. No 2º, o campo de prata tem o significado deste metal, já escrito acima e o arco-íris simboliza a aliança sacerdotal entre Deus e seu servo. O campo de blau (azul) tem o significado acima descrito e as faixas ondadas representam o mar encapelado por onde singra a barca da Igreja. O pálio demonstra a dignidade arquiepiscopal.

O lema: “Só o Amor Constrói”, é uma reafirmação de maior dos mandamentos “Amar a Deus sobre todas as coisas e ao próximo como a ti mesmo”,  retirado do Evangelho de São Lucas (LC, 10, 27), com referência em Dt, 6,5 e Lv 18,5 e 19.18.

## Ordenações

### Ordenações presbíteros
- Valdir Mamede (1988)
- Antônio Carlos Paiva (1999)

### Ordenações episcopais
Dom João Bosco foi o sagrante principal na ordenação de:
- José Moreira de Melo (1996)
- José Aristeu Vieira (2015)
- Edson José Oriolo dos Santos (2015)

Dom João Bosco foi co-sagrante na ordenação de:
- Antônio Carlos Félix (2003)
- Valdir Mamede (2013)

## Homenagens
O hospital Uniica Bom Retiro Dom João Bosco Oliver de Faria é uma homenagem ao sacerdote. 